# TP.3 Reloaded
Albums de R. Kelly
Happy People/U Saved Me
(2004) Double Up
(2007)
TP.3 Reloaded est le 7e album studio en solo du chanteur américain R. Kelly, sorti à l'été 2005.
Il s'agit du 3e volet de la trilogie comprenant 12 Play (1993) et TP-2.com (2000).
L'album entra #1 au Billboard Hot 200 en 1re semaine aux États-Unis avec 491 000 copies écoulées (env. 1 100 000 au total). 
L'album a été certifié 1x disque de platine par la RIAA

## Titres
1. Playa's Only (feat. The Game)
2. Happy Summertime (feat. Snoop Dogg)
3. In The Kitchen
4. Slow Wind
5. Put My T-Shirt On
6. Remote Control
7. Kickin' It With Your Girlfriend
8. Reggae Bump Bump (feat. Elephant Man)
9. Touchin' (feat. Nivea)
10. Girl Go Crazy (feat. Baby)
11. Hit It Til The Mornin' (feat. Twista & Do Or Die)
12. Sex Weed
13. (Sex) Love Is What We Makin'
14. Burn It Up (feat. Wisin & Yandel)
15. Trapped In The Closet (Chapter 1)
16. Trapped In The Closet (Chapter 2)
17. Trapped In The Closet (Chapter 3)
18. Trapped In The Closet (Chapter 4)
19. Trapped In The Closet (Chapter 5)

+ DVD Trapped In The Closet (Chapter 1-5)

## Classement dans les charts
| USA         | 1  | 1  | 3  | 9  | 14 | 21 | 29 | 39  | 41  | 44  | 65  | 74  | 90 | 113 | 123 | 124 | 131 | 119 | 147 |  |
| Royaume-Uni | 23 | 35 | 52 | 69 | 81 | 90 | 88 | 92  | 108 | 124 |     |     |    |     |     |     |     |     |     |  |
| France      | 21 | 32 | 47 | 62 | 59 | 62 | 67 | 117 | 118 | 119 | 134 | 181 |    |     |     |     |     |     |     |  |

## Certifications
| Pays              | Certification | Unités certifiées |
| ----------------- | ------------- | ----------------- |
| États-Unis (RIAA) | Platine       | 1 000 000         |
| Royaume-Uni (BPI) | Argent        | 60 000            |